# Goll mac Duilb
Goll mac Duilb, der Einäugige, ist in der keltischen Mythologie Irlands der König von Mag Mell, dem „Land der Freude“ (ein Hüllwort für die Keltische Anderswelt).

## Mythologie
Die Einäugigkeit ist in der inselkeltischen Tradition stets ein Zeichen des Unheimlichen, sogar des Bösen (vergleiche den einäugigen Fomori-König Balor „mit dem bösen Auge“).
In der Sage von Laeghaire Mac Crimhthainn hält Goll die Frau des Elfen Fíachna mac Rétach gefangen. Laeghaire kann sie befreien, bleibt aber dann selbst im Reiche der fairies. In dieser Erzählung wird Goll als Vater- und Totengott bezeichnet. In der Sage ist eine Ähnlichkeit mit der Befreiung der Königin Guinevere, der Gattin König Arthurs, durch Lancelot aus dem Land ohne Wiederkehr Gorre (identifiziert als Glastonbury Tor) zu sehen.

## Weitere Namensträger
- Goll, der Vater von Cichol Gri-cenchos (dem „Fußlosen“ oder „Kopffüßler“), einem König der Fomori.
- Goll mac Carbada, der „Sohn des Königs des nördlichen Germanien“, vermutlich ebenfalls ein Fomore.[2]